# Verveine officinale
Verbena officinalis
Espèce
Classification phylogénétique
La Verveine officinale ou Verveine sauvage (Verbena officinalis) est une espèce de plantes à fleurs de la famille des Verbénacées. est une plante herbacée annuelle ou vivace. Elle est parfois appelée Herbe sacrée, Veine de Vénus, Herbe aux sorcières ou Herbe à pigeon (péristéréos).

## Caractères généraux

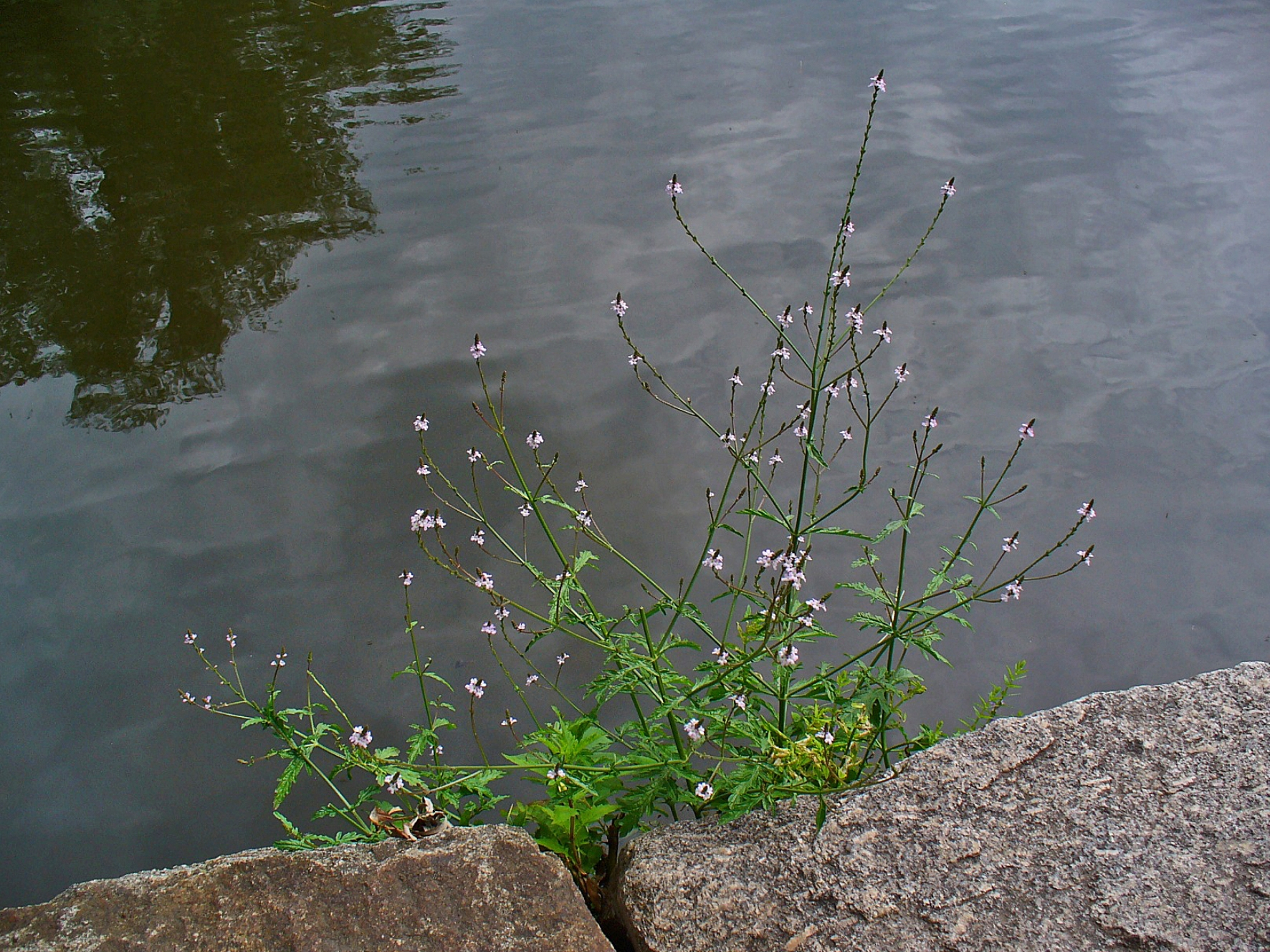
Verveine officinale.

La verveine officinale est une plante vivace de 20 à 70 cm de haut, à racine fusiforme et jaunâtre. C'est une plante dressée ou ascendante, toujours plus ou moins pérennante et normalement de plus de 15 cm de haut.
Les tiges, de 15 à 40 cm, sont légèrement velues, quadrangulaires, canaliculées alternativement sur deux faces opposées, ramifiées puis dressées.
Les feuilles sont opposées ; celles du bas sont pétiolées, ovales ou cunées, dentées ou 1-pennatipartites.
Les fleurs bleuâtres ou liliacées, sont petites, sessiles et disposées en longs épis filiformes lâches, disposés en panicule terminale. Chaque fleur porte à la base une languette verte ou bractée de moins de 3 mm de long (plus courte que le calice). La corolle en entonnoir comporte un tube saillant, à limbe presque plan et à 5 lobes, presque égaux.
Le fruit se compose de quatre akènes qui se séparent à maturité.

### Caractéristiques
Organes reproducteurs
- Couleur dominante des fleurs : violet pâle
- Période de floraison : juin-octobre
- Inflorescence : épi simple
- Sexualité : hermaphrodite
- Ordre de maturation : homogame
- Pollinisation : entomogame, autogame

Graine
- Fruit : tétrakène se séparant à maturité en 4 akènes
- Dissémination : barochore

Habitat et répartition
- Habitat type : friches vivaces mésoxérophiles, médioeuropéennes
- Aire de répartition : cosmopolite

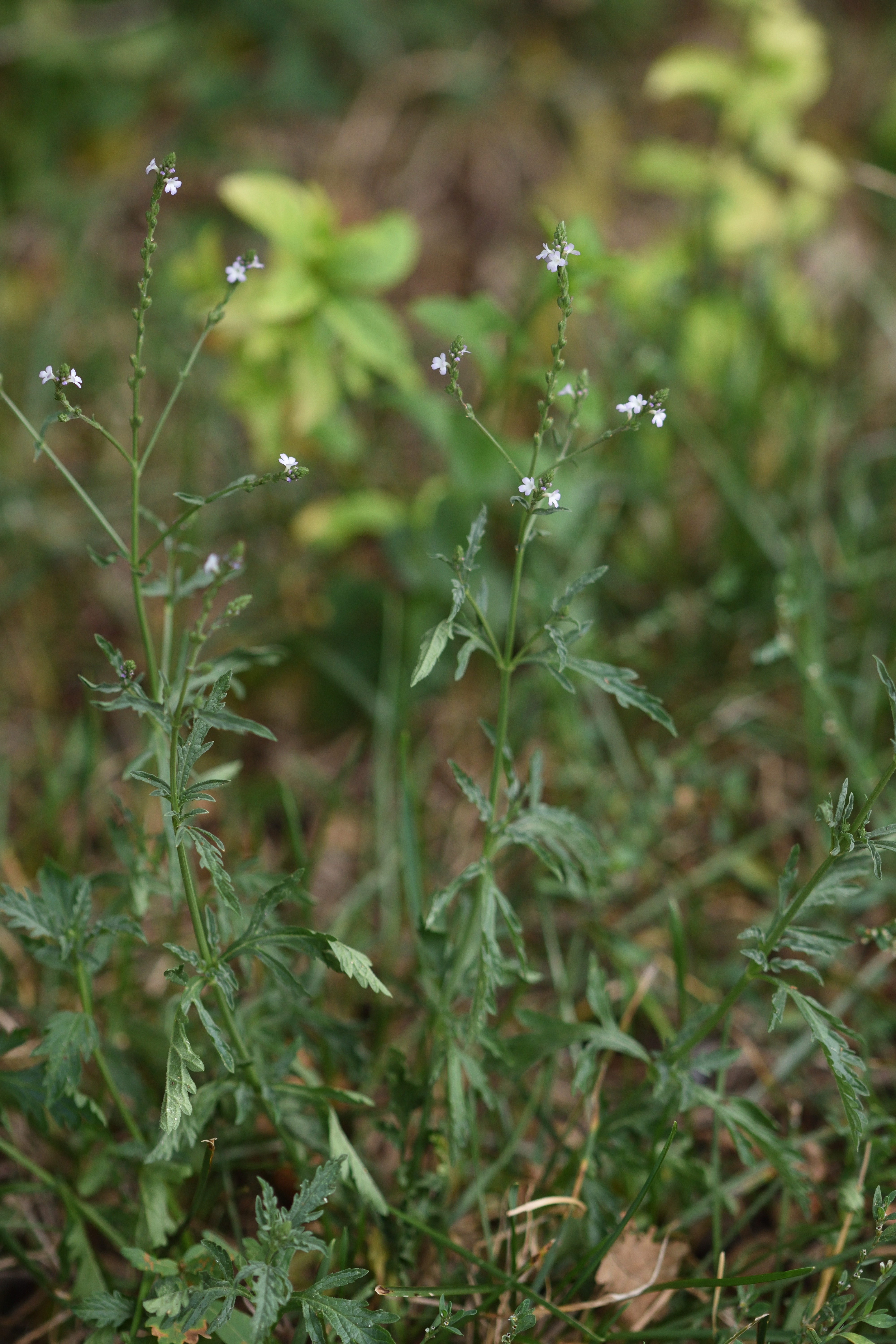
Verveine officinale
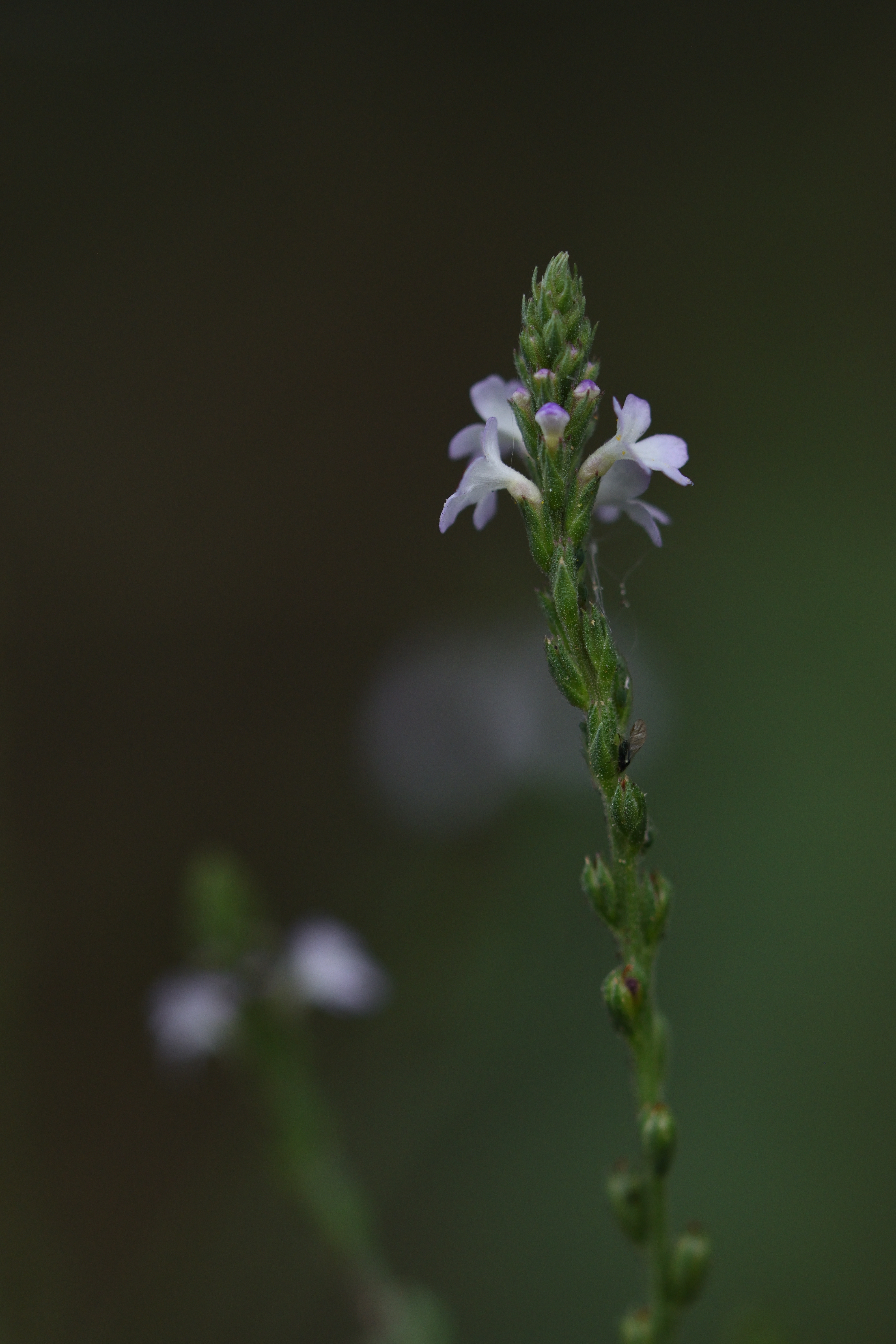
Inflorescence de verveine officinale
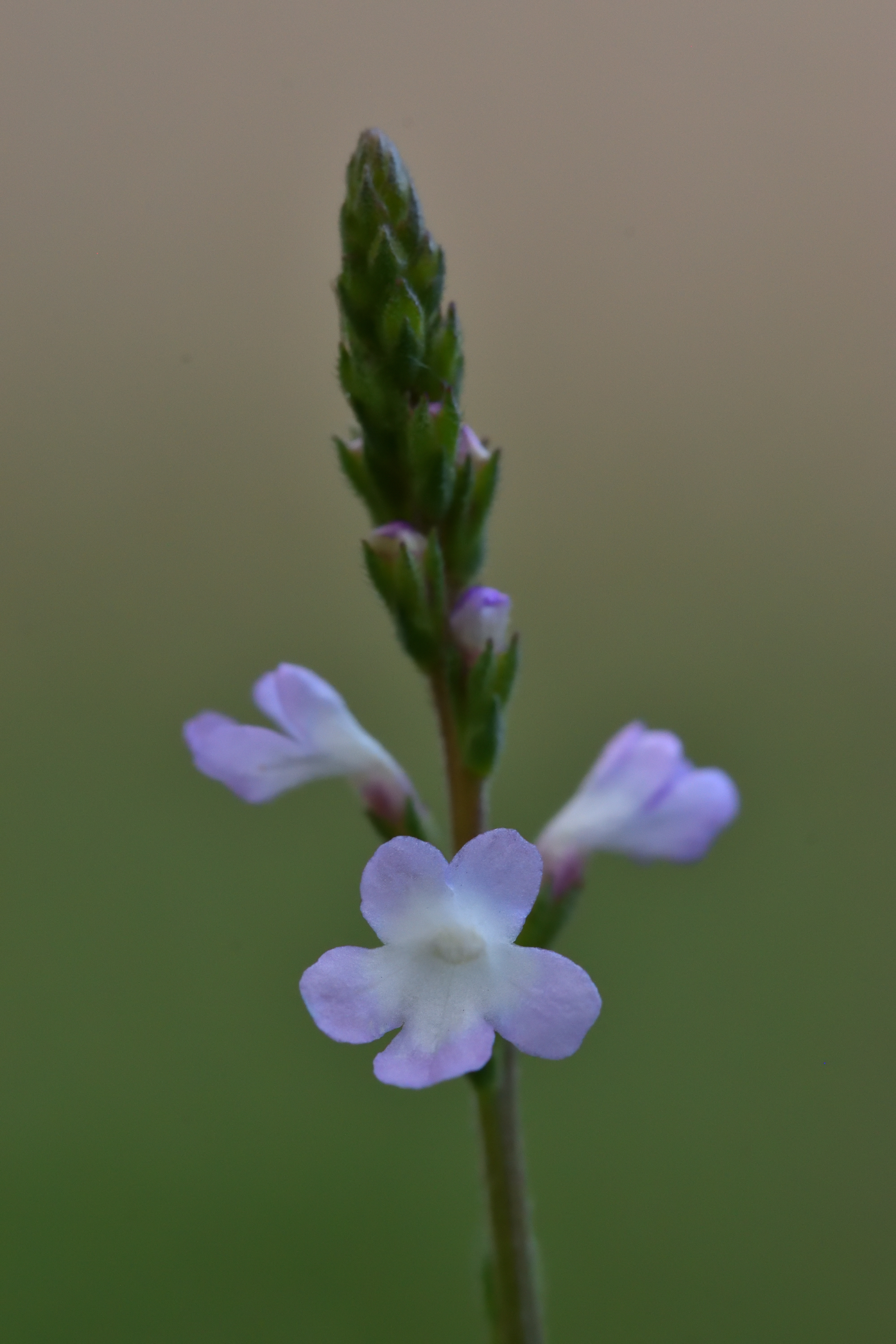
Gros plan sur une inflorescence de verveine officinale
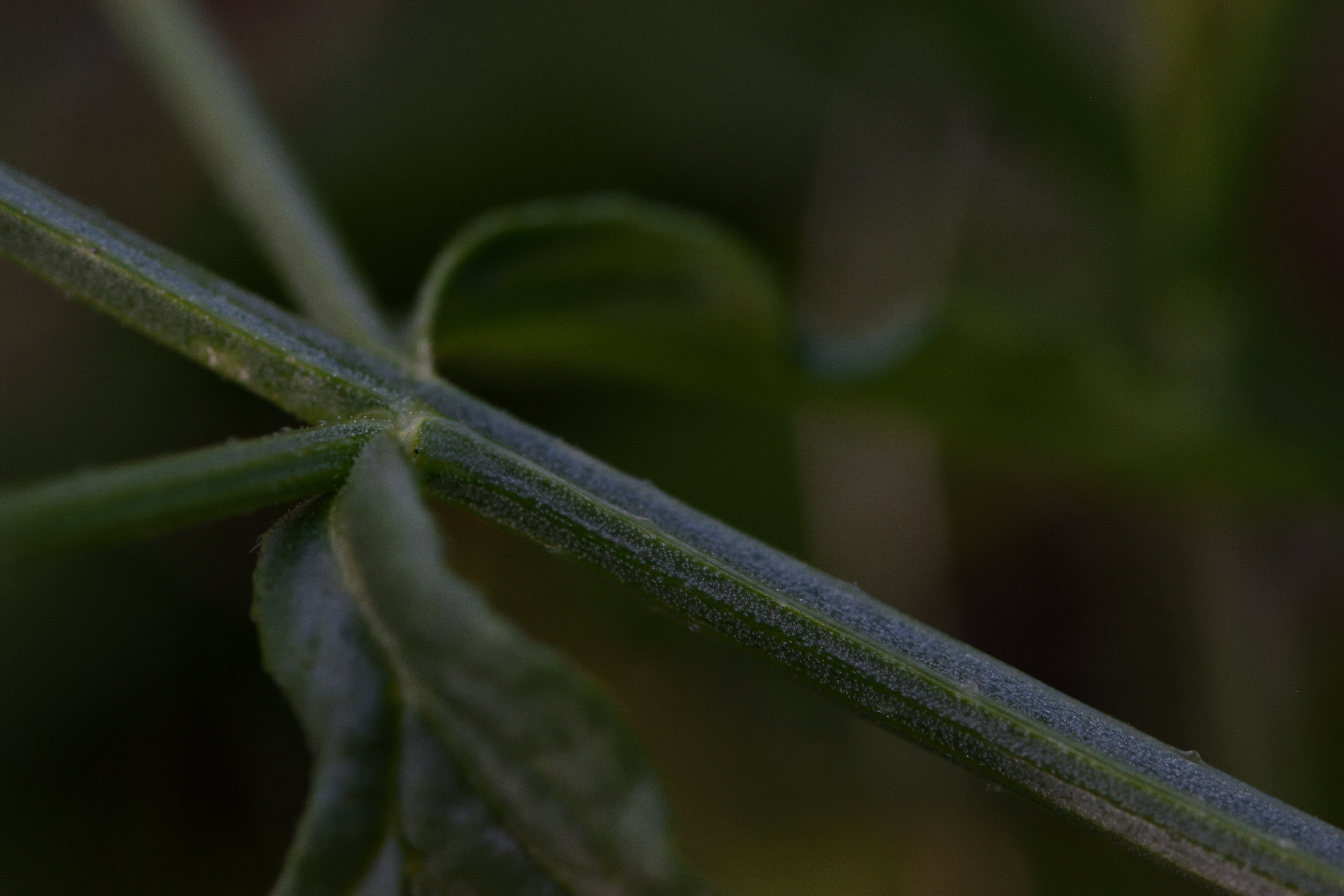
La tige de la verveine officinale est canaliculée sur deux faces opposées.
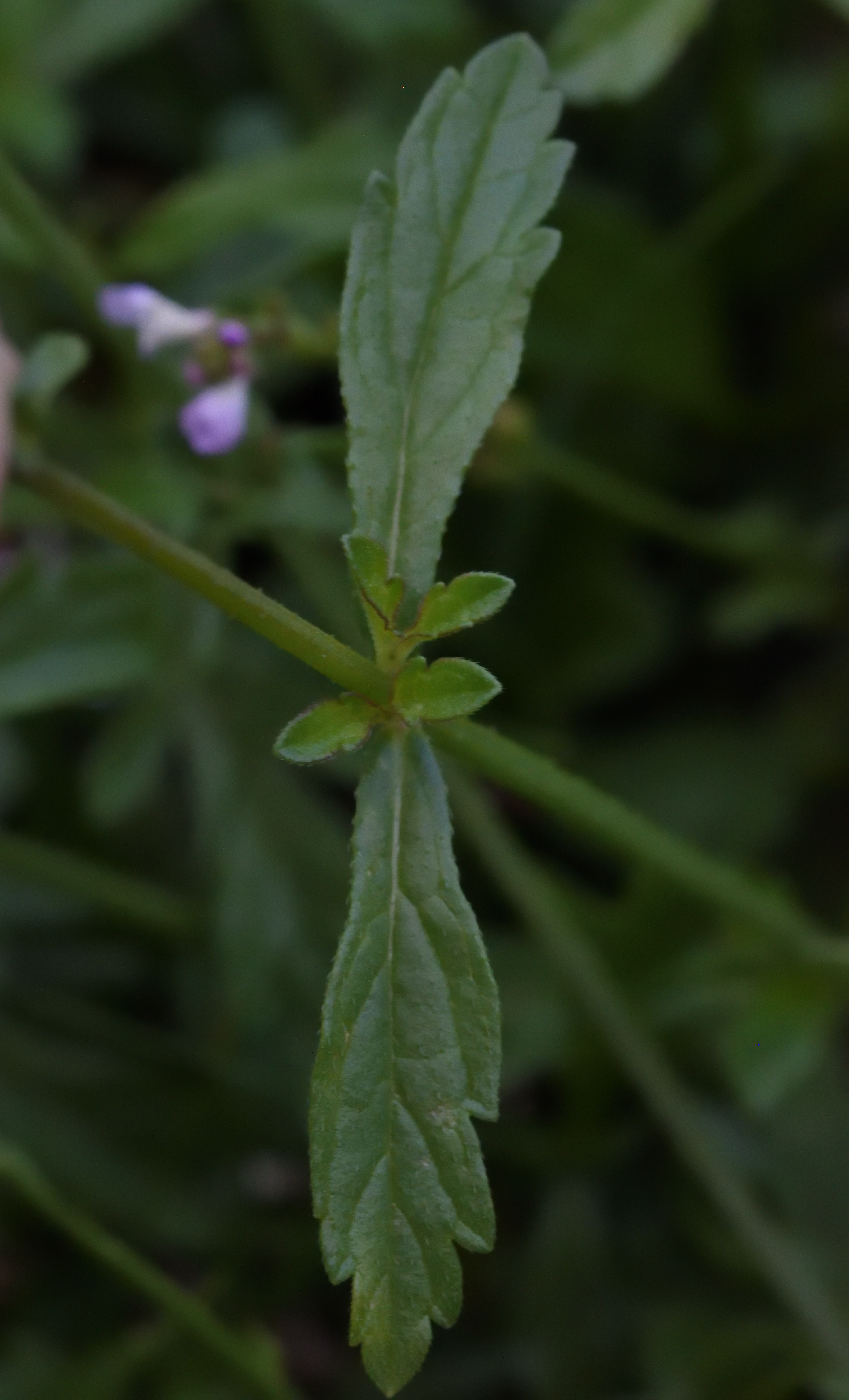
Feuilles de verveine officinale

Données d'après : Julve, Ph., 1998 ff. - Baseflor. Index botanique, écologique et chorologique de la flore de France. Version : 23 avril 2004.

## Culture
La verveine officinale indigène se trouve dans les prairies et au bord des chemins.
Sa culture est facile, par semis au printemps ou par bouturage.

## Usage
Scribonius rapporte l'utilisation de la verveine officinale (hierobotane ou hiera botane) pour éloigner les serpents (Compositiones, CLXIII), tout comme Dioscoride (4, 60, 1). Nicandre (Les Thériaques, 860) rajoute la prescription de tracer un cercle autour de la plante avant de la cueillir. Pline l'Ancien (Histoire naturelle, XXV, LIX, 1) évoque lui le fait qu'il s'agissait de la plante que portaient les ambassadeurs envoyés à l'ennemi, permettant d'engendrer les « purifications et expiations pour les maisons ».
On utilise les sommités fleuries.
En tisane, elle est diurétique, antipyrétique et astringente. Elle s'utilise surtout en mélange. Dans certaines régions elle faisait partie des plantes de la Saint-Jean.
En lotion, elle a une activité détergente.
Les conclusions d’expériences scientifiques estiment que la verveine aurait une action prometteuse sur les œstrogènes et la progestérone et stimulerait donc aussi les muscles de l’utérus et la montée de lait . En effet il semble que la verveine ait une action hormonale reconnue par différentes sources, et jouerait sur l’inhibition de la thyréotrope (TSH) et les hormones thyroïdiennes.